# Achille Desurmont
Achille Desurmont (né  le 23 décembre 1828 à Tourcoing, et mort le 23 juillet 1898 à Thury-en-Valois) était un prêtre français rédemptoriste ascétique et un écrivain.

## Biographie
D'une famille d'industriels textile, il est d'abord élève au collège des Jésuites de Brugelette, en Belgique, et par la suite (1848) au collège théologique de Cambrai. Attiré par la vie religieuse, il est reçu chez les Rédemptoristes en 1850, fait sa profession l'année suivante, et est ordonné prêtre le 24 septembre 1853.
Il est nommé préfet des étudiants et professeur de théologie, fonction qu'il conserve jusqu'en 1865, quand il devient supérieur de la province française. Sous sa direction, les sujets et les fondations se multiplient, la congrégation, s'étend en Espagne pour la deuxième fois, et il crée des fondations au Pérou, en Équateur, au Chili et en Colombie.
Il est contraint de transférer ses nombreux croyants de la France aux Pays-Bas. À son retour en France, il recommence à organiser des missions et des retraites. En 1887, il se voit attribuer la tâche de visiteur apostolique pour les Petites sœurs des pauvres. À l'âge de soixante-dix ans, il est à nouveau nommé provincial. Bien qu'en mauvaise santé, il se met au travail, mais son corps ne peut le supporter.

## Écrits
Il est le fondateur (1875), et contributeur régulier, de la revue ascétique, La Sainte Famille. Ses œuvres sont éditées en trois séries (Libraire de la Sainte Famille, Paris, 1907-1908) :
1. Vie Chrétienne. - L'Art d 'assurer le Salut; Le Credo et la Providence; Le Monde et l'Evangile; La Vie Vraiment chrétienne; Dévotions de l'âme chrétienne; Le Vén. Passarat et les Rédemptoristes.
2. Vie Religieuse. - Exercices Spirituels (Retraites). - Renouvellements spirituels (Retraites); Conversion quotidienne et retour continuel à Dieu (Retraites); Une Vertu pour chaque mois de l'année; La Vie Vraiment religieuse; Manuel de méditations quotidiennes.
3. Vie Sacerdotale. - Dieu et la parole de Dieu; Discours et plans de retraites ecclésiastiques; L'esprit Apostolique; L'art de Sauver les âmes; La charité sacerdotale